# Slack
Slack és una plataforma de comunicació empresarial propietària desenvolupada per la companyia nord-americana de programari Slack Technologies. Slack ofereix moltes funcions d'estil IRC, incloses sales de xat permanents (canals) organitzades per temes, grups privats i missatgeria directa. La paraula Slack s'ha explicat com un retroacrònim de "Searchable Log of All Conversation and Knowledge" (en català "Registre cercable de totes les converses i coneixements").

## Història
Slack va començar com una eina interna per a la companyia de Stewart Butterfield, Tiny Speck, durant el desenvolupament de Glitch, un joc en línia. Slack es va llançar a l'agost del 2013.
El març de 2015, Slack va anunciar que s'havia piratejat durant quatre dies al febrer de 2015 i que algunes dades associades als comptes d'usuari s'havien vist compromeses, incloses adreces de correu electrònic, noms d'usuari, contrasenyes, números de telèfon i identificadors d'Skype. En resposta als atacs, Slack va afegir l'autenticació de dos factors al seu servei.
Slack anteriorment era compatible amb els protocols de missatgeria no propietaris d'Internet Relay Chat (IRC) i XMPP, però l'empresa va tancar les passarel·les corresponents el maig del 2018.
El 26 d'abril de 2019, Slack es va fer pública sense sortida a borsa i va veure com les seves accions pujaven fins a una valoració de 21.000 milions de dòlars.

## Característiques
Slack ofereix moltes funcions d'estil IRC, incloses sales de xat permanents (canals) organitzades per temes, grups privats i missatgeria directa. El contingut, inclosos els fitxers, les converses i les persones, es pot cercar a Slack. Els usuaris poden afegir botons emoji als seus missatges, on els altres usuaris poden fer clic per expressar les seves reaccions als missatges.
El pla gratuït de Slack permet visualitzar i cercar només els 10.000 missatges més recents.
El 18 de març de 2020, Slack va redissenyar la seva plataforma per simplificar i personalitzar l'experiència de l'usuari.

### Equips
"Slack Teams" permet a les comunitats, grups o equips unir-se a un espai de treball ("workspace") mitjançant una URL específica o una invitació enviada per un administrador o un propietari de l'equip. Tot i que Slack es va desenvolupar per a la comunicació professional i organitzativa, s'ha adoptat com a plataforma comunitària substituint els fòrums de missatges o grups de xarxes socials.

### Missatgeria
Els canals públics permeten als membres de l'equip comunicar-se sense fer servir missatges de correu electrònic o SMS de grup. Els canals públics estan oberts a tothom a l'espai de treball.
Els canals privats permeten converses privades entre subgrups més petits. Aquests canals privats es poden utilitzar per organitzar equips grans.
Els missatges directes permeten als usuaris enviar missatges privats a usuaris específics en lloc de fer-ho a un grup de persones. Els missatges directes poden incloure fins a nou persones. Un cop iniciat, es pot convertir un grup de missatges directes en un canal privat.

### Integracions
Slack s'integra amb molts serveis de tercers i admet integracions creades per la comunitat, incloses Google Drive, Trello, Asana, Dropbox, Box, Heroku, IBM Bluemix, Crashlytics, GitHub, Runscope, Zendesk i Zapier. Al desembre de 2015, Slack va llançar el seu directori d'aplicacions de programari ("apps"), format per més de 150 integracions que els usuaris poden instal·lar.

### API
Slack proporciona una interfície de programació d'aplicacions (API) perquè els usuaris puguin crear aplicacions i automatitzar processos, com ara enviar notificacions automàtiques basades en textos introduïts per usuaris, enviar alertes en condicions específiques i crear automàticament bitllets d'assistència interns. L'API de Slack s'ha destacat per la seva compatibilitat amb molts tipus d'aplicacions, entorns de treball per a aplicacions i serveis.

## Plataformes
Slack proporciona aplicacions per a mòbils per a iOS i Android, a més del client de navegador web i clients d'escriptori per a macOS, Windows (amb versions disponibles des del lloc web de l'empresa i a través de Windows Store), i Linux (beta). Slack també està disponible per a Apple Watch, que permet als usuaris enviar missatges directes, veure mencions i fer respostes senzilles. Va aparèixer a la pantalla d'inici de l'Apple Watch en un vídeo promocional del 2015. Slack s'ha adaptat per al sistema d'entreteniment Super Nintendo mitjançant Satellaview.

## Model de negoci
Slack és un producte freemium, les principals funcions de pagament de la qual són la possibilitat de buscar més de 10.000 missatges arxivats i afegir aplicacions i integracions il·limitades. També cal la versió de pagament per poder disposar d'un nombre il·limitat d'usuaris.
El 26 de juliol de 2018, Atlassian va anunciar el tancament dels seus competidors HipChat i Stride, efectius a partir de l'11 de febrer de 2019, i la venda de la seva propietat intel·lectual a Slack, de manera que Slack va integrar les bases d'usuaris dels serveis.
El juliol de 2020, Slack va adquirir Rimeto, una startup especialitzada en la creació de directoris. Aquesta adquisició proporcionarà opcions de cerca addicionals d'empleats dins d'un espai de treball Slack.

## Rebuda al mercat
8.000 clients es van subscriure al servei en les primeres 24 hores del seu llançament a l'agost de 2013. El febrer de 2015, la companyia va informar que s'havien inscrit cada setmana aproximadament 10.000 nous usuaris actius diaris i que tenien més de 135.000 clients de pagament repartits en 60.000 equips. A l'abril de 2015, aquestes xifres havien crescut fins als 200.000 subscriptors de pagament i un total de 750.000 usuaris actius diaris. A finals del 2015, Slack va superar el milió d'usuaris actius diaris. A Maig 2018, Slack tenia més de 8 milions d'usuaris diaris, dels quals 3 milions amb subscripcions de pagament. En el moment de presentar l'oferta pública inicial de sortida a borsa, amb data del 26 d'abril de 2019, Slack va informar tenir més de 10 milions d'usuaris actius diaris de més de 600.000 organitzacions, ubicades a més de 150 països.
El març de 2015, el Financial Times va escriure que Slack va ser la primera companyia tecnològica que va passar de l'ús empresarial a l'ús personal des de Microsoft Office i BlackBerry. El 2017, la revista New York va criticar que la plataforma fos "una altra utilitat de la qual podem confiar i desconfiar alhora".
El 2017, Slack va ser reconeguda com la millor startup de l'any als Crunchies Awards, organitzats per TechCrunch.
El grup de drets digitals Electronic Frontier Foundation (EFF) ha advertit que "Slack emmagatzema i és capaç de llegir totes les vostres comunicacions, així com identificar informació per a tothom al vostre espai de treball". Tot i que felicitava l'empresa per "seguir diverses pràctiques recomanades per defensar els usuaris" en relació amb les sol·licituds de dades governamentals, com ara exigir una garantia de contingut emmagatzemat al seu servidor i atorgar-li quatre de cinc estrelles en el seu informe "Who has your back" 2017, l'EFF també va criticar Slack per "un ampli conjunt d'excepcions" a la seva promesa de notificar als usuaris aquestes sol·licituds i per altres deficiències de privadesa.

## Crítica
Slack ha estat criticat pels usuaris per emmagatzemar les dades dels usuaris exclusivament en servidors al núvol sota control de Slack. Es considera que és un problema particular per als usuaris amb equips grans, que experimentaven problemes de connectivitat a l'aplicació, accés a missatges arxivats i el nombre d'usuaris d'un determinat “espai de treball”.
Slack també ha estat criticat per un canvi retroactiu del 2018 a la seva política de privadesa, que permet l'accés a tots els missatges de xat públics i privats per part dels administradors de les àrees de treball, sense la necessitat del consentiment de les parts que utilitzen l'aplicació. Segons la política, els usuaris de Slack no serien avisats quan s'accedeixi a la seva informació.